# Chemia (zespół muzyczny)
Chemia – polski rockowy zespół muzyczny, założony w 2007 roku w Warszawie przez Wojciecha Balczuna.

## Historia zespołu
W 2010 roku zespół rozpoczął koncertowanie, a także wydał swój pierwszy album pt. Dobra Chemia. Rok później grupę opuścił wokalista Marcin Koczot, który został zastąpiony przez Łukasza Drapałę. W tym samym roku Chemia wydała reedycję swojej pierwszej płyty pt. O2, na której utwory z Dobrej Chemii znalazły się w wersjach polskiej oraz angielskiej i zaśpiewane zostały przez Drapałę.
Wiosną 2012 roku w Vancouver grupa nagrała swój pierwszy minialbum, zatytułowany In the Eye. Krótko po tym z zespołu odszedł Zbigniew Krebs, a w jego miejsce zatrudniony został Maciej Mąka. Jesienią 2012 roku Chemia wyjechała do kanadyjskiego The Warehouse Studio, by rozpocząć nagrywanie trzeciego albumu studyjnego. W 2013 roku nowym agentem grupy został Ralph James, który ma za sobą współpracę z takimi artystami jak Nickelback czy Billy Talent.
W 2015 roku grupa nagrała album Let Me, którą realizował Mike Fraser, wcześniej pracujący m.in. z Led Zeppelin, Metallicą, AC/DC czy Aerosmith. W 2016 z zespołu odeszli wokalista Łukasz Drapała i gitarzysta Maciej Mąka, w efekcie Chemia zawiesiła działalność. W listopadzie i grudniu 2016 r. do zespołu dołączyli kolejno gitarzysta Maciek Papalski i wokalista Mariusz Dyba.
W marcu 2018 roku z zespołu odszedł Mariusz Dyba i Krzysztof Jaworski, poza tym rolę frontmana i wokalisty ponownie objął Łukasz Drapała, a basistą zespołu został Błażej Chochorowski. W 2023 ich album pt. Something to Believe In został sklasyfikowany na piątym miejscu w plebiscycie magazynu „Teraz Rock” na polski album roku 2022. W lutym 2024 Drapała poinformował, że odchodzi z zespołu

## Muzycy
| - Wojciech Balczun – gitara (od 2007 r.) - Maciek Papalski – gitara (od 2016 r.) - Adam Kram – perkusja (od 2007 r.) - Błażej Chochorowski – gitara basowa (od 2018 r.) - Łukasz "Luke" Drapała - wokal prowadzący (2011-2016 i od 2018) | - Marcin Koczot – wokal prowadzący (2007–2011) - Zbigniew Krebs – gitara (2007–2012) - Rafał Stępień – instrumenty klawiszowe (2007–?) - Maciej Mąka - gitara (2012–2016) - Mariusz Dyba – wokal prowadzący (2016-2018) - Krzysiek Jaworski – gitara basowa (2007-2018) |

## Dyskografia

### Albumy
| Dobra Chemia                | - Data: 4 października 2010 - Wydawca: Dobra Chemia Management              | –  |
| O2                          | - Data: 31 października 2011 - Wydawca: Dobra Chemia Management/Fonografika | –  |
| In the Eye (EP)             | - Data: 10 października 2012 - Wydawca: Dobra Chemia Management             | –  |
| The One Inside              | - Data: 4 października 2013 - Wydawca: DCM Records/Metal Mind Productions   | –  |
| Let Me                      | - Data: 18 września 2015 - Wydawca: Agora                                   | 38 |
| Something to Believe In     | - Data: 29 kwietnia 2022 - Wydawca: DCM Records/Metal Mind Productions      | 35 |
| „–” album nie był notowany. |                                                                             |    |

### Notowane utwory
| „Ego”                       | 2013 | 16 | The One Inside          |
| „Bondage of Love”           | 2013 | 1  | The One Inside          |
| „Generation Zero”           | 2014 | 13 | The One Inside          |
| „Fire”                      | 2014 | 1  | The One Inside          |
| „Happy Ending”              | 2014 | 19 | The One Inside          |
| „The End”                   | 2018 | 1  | Antyradio Unplugged     |
| „B-52”                      | 2018 | 2  | Antyradio Unplugged     |
| „Ego”                       | 2018 | 6  | Antyradio Unplugged     |
| „Modern Times”              | 2020 | 4  | Something To Believe In |
| „The Widows Soul”           | 2021 | 1  | Something To Believe In |
| „–” utwór nie był notowany. |      |    |                         |